# Dicer
Dicer es una ribonucleasa miembro de la familia de las ARNasa III (EC 3.1.26.3). Es una gran proteína (>200 kD) monomérica presente en el citoplasma celular. Dicer cataliza el primer paso del mecanismo de RNAi: corta ARN doble banda  (ARNdb o dsRNA) y pre-microARN (pre-miARN) en fragmentos de ARN de interferencia pequeños llamados ARNip (siRNAs y miRNAs) de 20-25 nucleótidos, con dos bases libres en los extremos 3' hidroxilo y un extremo 5' fosfato.
El nombre Dicer fue dado por Emily Bernstein, quien fue la primera en demostrar la actividad catalítica de ARNdb de la enzima.
Las enzimas Dicer contienen:
- un dominio ATPasa/ARN helicasa en el extremo N-terminal
- un dominio DUF283 de función desconocida
- un dominio PAZ, responsable del reconocimiento de los nucleótidos libres en el extremo 3'
- dos dominios catalíticos ARNasa III (RIIIa y RIIIb) que constituyen el centro activo
- un dominio dsRBD (en inglés, double strand RNA binding domain) en el extremo C-terminal

Cada uno de los dominios ARNasa corta una hebra de ARN de manera polarizada: el dominio RIIIb corta la hebra ascendente del dsRNA, que contiene el 5' fosfato, mientras que el dominio RIIIa corta la hebra descendente, que contiene el extremo 3' OH. El dominio RIIIa mide la distancia al sitio de corte del dsRNA, tal vez con la ayuda del dominio PAZ. Por este motivo, el dsRNA se corta a una distancia aproximada de 20 pares de bases contadas desde el extremo de la molécula: la hélice entre el dominio PAZ y el dominio RIIIa mide 65 Angstroms, que corresponde a 2 vueltas de hélice de dsRNA = alrededor de 21 nt (Zhang et al. 2004, Pham y Sontheimer 2004).
Los eucariontes, C. elegans y Schizosaccharomices pombe (una levadura muy utilizada como organismo modelo) expresan una única forma de Dicer. Sin embargo, Drosophila y Arabidopsis expresan dos o más tipos de Dicer, cada una con funciones especializadas: por ejemplo dDicer-1 produce los miRNAs y dDicer-2 produce los siRNAs.
Para poder unirse a las moléculas de dsRNA, Dicer necesita formar un complejo con otras proteínas que la asisten en sus funciones, como la proteína R2D2 en Drosophila o RDE-4 y RDE-1 en C.elegans.